# Station Leudelange
Station Leudelange (Luxemburgs: Gare Leideleng, Frans: Gare de Leudelange, Duits: Bahnhof Leudelingen) is een spoorwegstation in de plaats Leudelange in Luxemburg. Het ligt aan lijn 7 en wordt beheerd door de Luxemburgse vervoerder CFL.

## Treindienst
| Serie         | Treinsoort           | Route                          | Bijzonderheden              |
| ------------- | -------------------- | ------------------------------ | --------------------------- |
| L 4700RB 4700 | L-trein (NMBS / CFL) | Athus – Leudelange – Luxemburg | Halfuursdienst met RB 5000. |
| L 5050RB 5000 | L-trein (NMBS / CFL) | Athus – Leudelange – Luxemburg | Halfuursdienst met RB 4700. |

CFL Lijn 7:
Luxemburg · Hollerich · Leudelange · Dippach-Reckange · Schouweiler · Bascharage-Sanem · Pétange · Lamadeleine · Rodange
Zie ook: CFL Lijn 1 · CFL Lijn 2 · CFL Lijn 3 · CFL Lijn 4 · CFL Lijn 5 · CFL Lijn 6 · CFL Lijn 6a · CFL Lijn 6b · CFL Lijn 6c